# Baranów (Powiat Grodziski)
Baranów ist ein Dorf im Powiat Grodziski der Woiwodschaft Masowien, Polen. Es ist Sitz der gleichnamigen Landgemeinde mit etwa 5250 Einwohnern.
Nördlich des Ortes soll bei Pułapina bis 2027 der neue polnische Zentralflughafen Centralny Port Komunikacyjny entstehen.

## Gemeinde
Zur Landgemeinde (gmina wiejska) Baranów gehören weitere Dörfer mit Schulzenämtern.